# 3313 Mendel
A 3313 Mendel (ideiglenes jelöléssel 1980 DG) a Naprendszer kisbolygóövében található aszteroida. Antonín Mrkos fedezte fel 1980. február 19-én.